# Аксаков, Валерий Евгеньевич
Валерий Евгеньевич Аксаков (род. 4 ноября 1952, Кривандино, Кривандинский район, Московская область, РСФСР, СССР) — российский политический и государственный деятель, депутат Московской областной думы с 1997 года: второго, третьего, четвёртого и пятого созывов, в 2001—2011 годы председатель Московской областной думы. Член фракции «Единая Россия».
В 2011 году избран представителем от законодательного (представительного) органа власти Московской области в Совете Федерации. С 2014 года советник Губернатора Московской области (в ранге министра). Кандидат юридических наук. Заслуженный юрист РФ. Мастер спорта по дзюдо. Почетный гражданин Шатуры.

## Биография
Родился 4 ноября 1952 года в поселке Кривандино Шатурского района Московской области. После окончания средней школы начал трудовую деятельность на Шатурском мебельном комбинате, работал слесарем.
Затем был призван в ряды советской армии, откуда в 1973 году был рекомендован командованием для службы в органах внутренних дел.
Начинал служить рядовым милиционером, но благодаря лидерским качествам дослужился до генерала.
В 1982 году заочно окончил Московский филиал заочного юридического факультета при Академии МВД СССР. В 1992 году окончил Академию МВД РФ по специальности «юрист-правовед».
Распоряжением Губернатора Московской области от 25 октября 2001 года № 921-РГ утвержден председателем Наблюдательного Совета Государственного учреждения Московской области «Футбольный клуб „Сатурн“ Московская область».

### Карьера в милиции
В 1973 году поступил на работу в Шатурское УВД МВД СССР в должности постового милиционера, затем был переведен на должность инспектора и позже на должность старшего инспектора.
В 1985 году переведен на должность заместителя начальника управления внутренних дел Раменского района с должности начальника отделения уголовного розыска Шатурского УВД, вскоре возглавил УВД Раменского района.
С 1991 по 1996 год Валерий Аксаков работал заместителем начальника Главного управления внутренних дел Московской области.

### Работа в администрации Московской области
В 1996 году Валерия Аксакова назначили на пост заместителя Председателя Комиссии по чрезвычайным и аварийным ситуациям Администрации Московской области.
В декабре 1997 года на выборах Московской областной думы второго созыва выдвинулся кандидатом в депутаты по Шатурскому избирательному округу (ИО № 47). Округ включал в себя Шатурский район (60,6 % избирателей округа), г. Рошаль (18,8 %), части Егорьевского (13,1 %) и Луховицкого районов (12,6 %).
14 декабря 1997 года Валерий Аксаков был избран депутатом, набрав 39,9 % голосов избирателей.

### Московская областная дума

#### Второй созыв (1997—2001)
В сентябре 1999 года, через два года работы в думе на должности депутата и заместителя председателя Московской областной думы, Валерий Аксаков назначен первым заместителем председателя Московской областной думы.

#### Третий созыв. Председатель (2001—2007)
16 декабря 2001 года вновь избран депутатом Московской областной, думы третьего созыва по избирательному округу № 8 (Районы: Аэропорт, Войковский, Коптево, Сокол ???).
22 декабря 2001 года избран председателем Московской областной думы путём голосования депутатов на первом собрании ведомства.

#### Четвёртый созыв. Председатель (2007—2011)
11 марта 2007 года Валерий Аксаков попал в партийный список от фракции «Единая Россия» и получил депутатский мандат. 28 марта 2007 года, Аксаков избран председателем путём голосования на депутатском собрании. За избрание на Валерия Аксакова на пост председателя проголосовало абсолютное большинство депутатов: 47 из 50.
В августе 2007 года Аксаков введен в состав президиума Совета законодателей при Совете Федерации и избран координатором Совета законодателей Центрального федерального округа.
В 2009 году избран заместителем председателя Ассамблеи российских законодателей при Государственной Думе.
На протяжении работы в составе Московской областной думы четвертого созыва Валерий Аксаков активно участвовал в работе обоих Советов законодателей.

#### Пятый созыв. В Совете Федерации
В 2011 году Валерий Аксаков был избран представителем в Совете Федерации от законодательного (представительного) органа государственной власти Московской области. С этого же года политик является членом делегации Федерального Собрания Российской Федерации в Парламентской Ассамблее ОДКБ.
В составе Комитета Совета Федерации по социальной политике, Валерий Аксаков принимал активное участие в совершенствовании законодательства в сфере государственной социальной политики и социального развития, государственной политики в области физической культуры и спорта, труда, занятости, в сфере охраны здоровья, миграционной политики.
В рамках работы в Совете Федерации Валерий Аксаков уделял большое внимание решению проблем социально-экономического развития Московской области, в том числе активно поддерживал законодательные инициативы и обращения своего региона.
В 2014 году Аксаков занял должность советника Губернатора Московской области в ранге министра. На этой должности политик работает по сей день.

## Личная жизнь
Дважды женат. Имеет сына и дочь. Живет в Подмосковье.
Сын Евгений Валерьевич Аксаков — известный автогонщик, Мастер спорта международного класса по авторалли. Закончил Московский юридический институт МВД России, работал в уголовном розыске. На данный момент является государственным и общественным деятелем.
Дочь Надежда Валерьевна Аксакова окончила юридический факультет МГУ, работает с сфере сельского хозяйства.
Имеет внуков.

## Награды и звания

### Медали и отличительные знаки
За добросовестное исполнение служебного долга, личное мужество, высокие результаты в деле борьбы с преступностью и обеспечение общественной безопасности, а также за активное участие в решение проблем Подмосковья и реальную помощь жителям региона награждён следующими медалями и знаками отличия:
- в 1982 году медалью «За отличную службу по охране общественного порядка» и медалью «За безупречную службу в органах внутренних дел» III степени;
- в 1987 году медалью «За безупречную службу в органах внутренних дел» II степени;
- в 1992 году медалью «За безупречную службу в органах внутренних дел» I степени;
- в 1993 году медалью «За отвагу на пожаре»;
- в 1995 году медалью «Ветеран труда»;
- в 1997 году медалью «За отвагу на пожаре» и медалью «В память 850-летия Москвы»;
- в 1999 году «Орденом Почета»;
- в 2002 году знаком отличия «За заслуги перед Московской областью»;
- в 2003 году знаком Губернатора Московской области «За полезное»;
- в 2012 году за активную законотворческую деятельность, большой вклад в развитие парламентаризма награждён почетным знаком Совета Федерации Федерального Собрания Российской Федерации «За заслуги в развитии парламентаризма».

### Звания и ордена
В 1993 году Указом Президента Российской Федерации Аксакову В. Е. присвоено звание генерал-майор МВД Российской Федерации.
В 1999 году присвоено звание «Почетный гражданин города Шатуры».
В 2003 году Указом Президента Российской Федерации Аксакову В. Е. присвоен орден «За заслуги перед Отечеством» IV степени.
Имеет орден «Святого благоверного князя Даниила» III степени и орден «Ивана Калиты» за исключительные заслуги, способствующие процветанию Московской области и её населения.
Валерий Аксаков является Заслуженным юристом Российской Федерации.
Имеет разряд Мастера спорта СССР по дзюдо.
Имеет почетный знак Московской областной думы «За верность Подмосковью».